# Colochirus viridis
Colochirus viridis, nomen dubium, is mogelijk een zeekomkommer uit de familie Cucumariidae.
De wetenschappelijke naam van de soort werd in 1867 gepubliceerd door Karl Semper.